# Impacts sur Jupiter
Pour des articles plus généraux, voir Impact cosmique et Jupiter (planète).

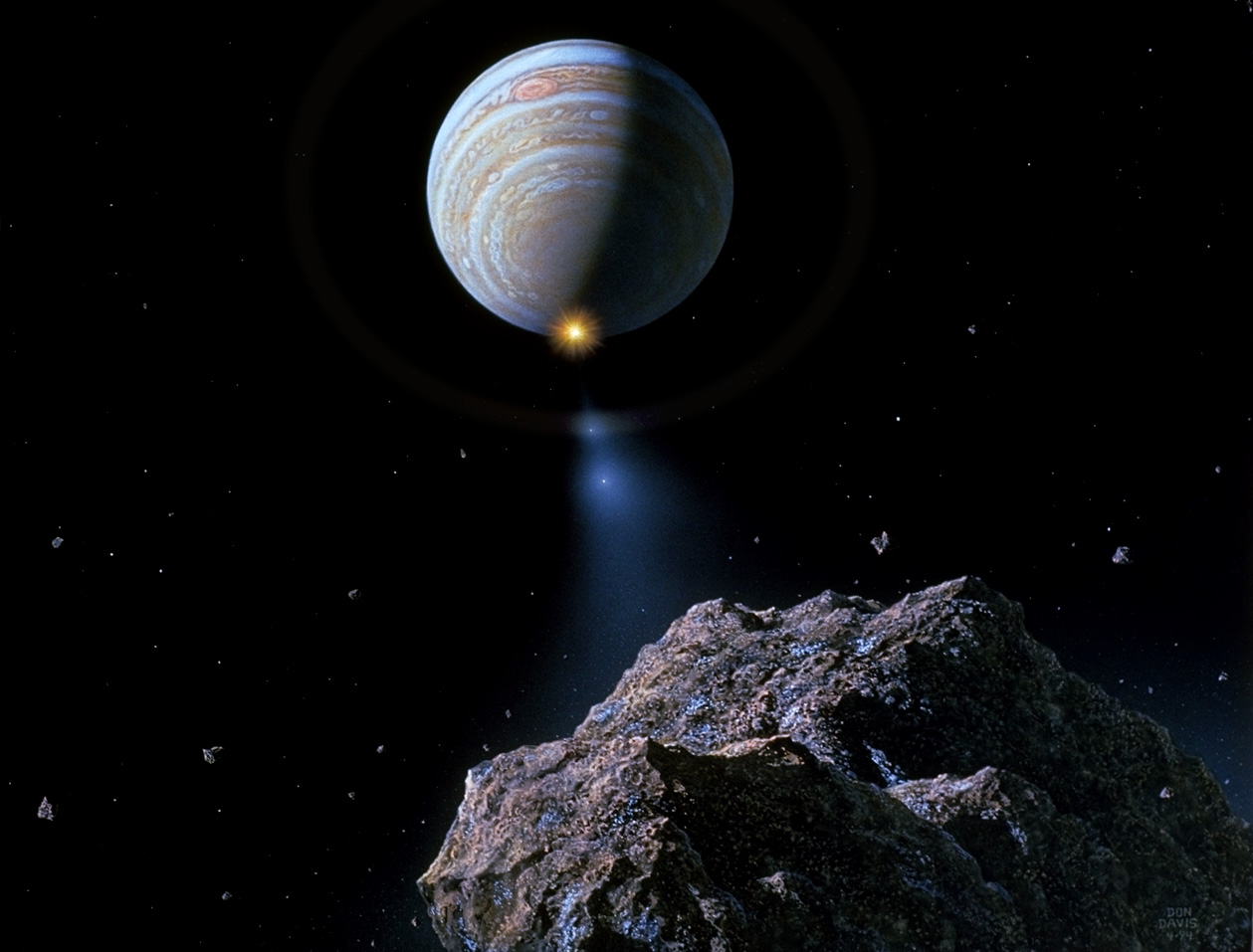
Vue d'artiste d'un fragment de la comète Shoemaker-Levy 9 (au premier plan) se dirigeant vers Jupiter (au fond) alors qu'un autre vient de percuter cette dernière (tache lumineuse sur Jupiter).

Les impacts sur Jupiter sont les collisions d'objets célestes, astéroïdes ou comètes, avec la planète Jupiter. Depuis les années 1990, plusieurs de ces impacts ont pu être observés, le premier et plus spectaculaire d'entre eux étant celui de la comète Shoemaker-Levy 9 en juillet 1994.
Jupiter a une masse équivalent à deux fois et demi le total des masses des autres planètes du système solaire, ce qui en fait le deuxième objet le plus massif de notre système planétaire, après le Soleil. De ce fait, la géante gazeuse possède une grande sphère d'influence gravitationnelle, d'environ 50 millions de kilomètres de rayon (un tiers d'unité astronomique), qui lui permet de capturer nombre d'objets passant à proximité. La proximité du système solaire interne, et en particulier de la ceinture principale d'astéroïdes, renforce également l'influence de la planète géante sur les objets qui en font partie et favorise donc les captures par la planète orange.
La plupart des objets suivent, une fois capturés, une orbite fortement elliptique autour de Jupiter. Ces orbites sont généralement instables et demeurent fortement influencées par le Soleil — en particulier lorsque l'objet se trouve à son apozène, c'est-à-dire à son point le plus éloigné de Jupiter. Certains de ces objets retournent sur une orbite héliocentrique après plusieurs révolutions autour de la planète, mais d'autres finissent par s'écraser sur cette dernière ou, plus rarement, sur un de ses satellites,.
Pendant longtemps[Quand ?], les astronomes ont cru que ces caractéristiques tendaient à favoriser l'expulsion en dehors du système solaire ou la capture par la géante gazeuse de la majorité des objets qui traînent dans son voisinage et, par conséquent, à conduire à une réduction du nombre d'objets potentiellement dangereux pour la Terre. Des études dynamiques ultérieures[Quand ?] ont montré que, en réalité, la situation est plus complexe : la présence de Jupiter tend en effet à réduire la fréquence des impacts sur Terre d'objets du nuage d'Oort, mais tend à augmenter celle des astéroïdes et des comètes à courte période.
Pour cette raison[Laquelle ?], Jupiter est la planète du système solaire caractérisée par la plus grande fréquence d'impacts : la planète serait touchée plusieurs fois par an par des objets de plus de 10 mètres de diamètre. Cela lui vaut parfois le surnom (souvent employé de travers) d'« aspirateur » du système solaire,.

## Éléments généraux

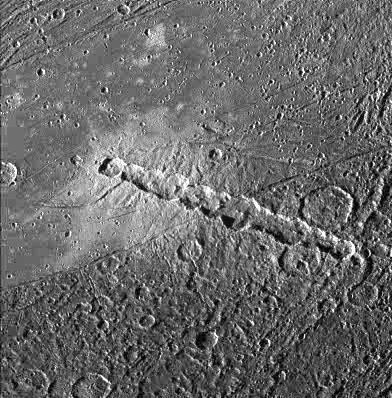
Chaîne de cratères (Enki Catena) sur Ganymède, probablement créée à la suite de la collision des fragments d'une comète sur la surface du satellite jovien. L'image couvre une zone d'environ 190 kilomètres de côté.

En tant que planète gazeuse, Jupiter ne possède pas de surface solide visible : la couche la plus basse de son atmosphère, la troposphère, se fond progressivement dans les couches internes de la planète. L'élément de l'aspect extérieur généralement considéré comme caractéristique de la planète est l'alternance de ses zones (claires) et bandes (sombres).
L'impact d'une comète ou d'un astéroïde engendre des phénomènes plus ou moins importants en fonction de la taille de l'impacteur, qui sont de nature transitoire et qui sont progressivement masqués par l'action des vents. Il est donc impossible d'obtenir des informations sur les impacts qui se sont produits si ces événements ne sont pas observés en direct ou presque immédiatement après.
La surface cratérisée des satellites galiléens fournit des informations sur les époques les plus reculées. En particulier, la découverte (dans le cadre des missions Voyager) de treize chaînes de cratères sur Callisto et de trois autres sur Ganymède ainsi que les impacts suivis en direct de la comète Shoemaker-Levy 9, constituent des preuves solides que certaines comètes ont été fragmentées et sont entrées en collision avec Jupiter et ses lunes dans les temps anciens. En effet, alors que les chaînes de cratères observées sur la Lune rayonnent souvent à partir d'un cratère principal et semblent pour la majorité d'entre elles avoir été créées par les retombées des éjectas (en) de la collision primaire, celles présentes sur les lunes joviennes ne sont pas liées à un cratère principal et il est donc probable qu'elles aient été créées par l'impact d'une série de fragments cométaires,.

## Fréquence des impacts
Les petits corps célestes entrent fréquemment en collision avec Jupiter. En analysant les cratères d'impact présents sur la Lune, laquelle conserve intacts ces traces de collisions, il a été déterminé que la fréquence d'impact décroissait comme le cube du diamètre du cratère résultant de l'impact, le diamètre du cratère étant lui-même généralement proportionnel à la taille du corps céleste qui en est à l'origine.
Une publication de 2003 estime qu'une comète d'un diamètre de 1,5 km et plus frappe Jupiter tous les 90 à 500 ans. Des études de 2009 suggèrent que Jupiter est percutée par un objet de 0,5 à 1 kilomètre tous les 50 à 350 ans. Pour les objets plus petits, les différents modèles produits par les astronomes divergent, en prédisant de 1 à 100 collisions avec un astéroïde d'environ 10 mètres de diamètre par an ; à titre de comparaison, une telle collision se produit sur Terre en moyenne une fois tous les dix ans. Comme précisé au-dessus, les impacts avec des objets de plus petite taille se produiraient avec une plus grande fréquence.
La plupart des impacts sur Jupiter passent inaperçus, mais il est estimé que 20 à 60 objets de taille similaire à celui de l'impact du 7 août 2019 (12 à 16 mètres, environ 450 tonnes) frappent la planète géante chaque année. Étant donné la grande taille et par suite le grand champ gravitationnel de Jupiter, ce taux d'impact est 10 000 fois plus grand que celui sur la Terre,.

## Historique
Les premiers témoignages d'impacts sur Jupiter remontent au XVIIe siècle : l'astronome amateur japonais Isshi Tabe a découvert dans les papiers d'observations de Jean-Dominique Cassini certains dessins qui représentent une tache sombre qui est apparue sur Jupiter le 5 décembre 1690 et dont il suivra l'évolution pendant 18 jours ; il se peut donc qu'un impact sur la planète géante ait été observé avant celui de la comète Shoemaker-Levy 9,.
Un nouvel impact de météoroïde sur Jupiter a peut-être été observé par Voyager 1 en 1979, lorsque la sonde a enregistré un flash rapide de lumière dans l'atmosphère de la planète,.
Grâce à l'amélioration des moyens de détection, au moins douze impacts ont été formellement recensés, directement ou indirectement, depuis le début des années 1990, bien que de nombreux autres non détectés se soient très certainement produits.
Par ordre chronologique :
- les impacts du 16 au 22 juillet 1994 avec les fragments de la comète Shoemaker-Levy 9 ;
- l'impact du 19 juillet 2009[21],[22],[23], repéré seulement par la tache noire que l'impacteur a laissée dans l'atmosphère de Jupiter ;
- l'impact du 3 juin 2010[24],[25], repéré par un flash dans l'atmosphère de Jupiter ;
- l'impact du 20 août 2010[26], repéré de la même façon que le précédent ;
- l'impact du 10 septembre 2012[27],[28],[29], repéré également par le flash qu'il a produit ;
- l'impact du 17 mars 2016[30], repéré de la même façon ;
- l'impact du 26 mai 2017[31], repéré de la même façon ;
- l'impact du 7 août 2019[32], repéré de la même façon ;
- l'impact du 13 septembre 2021[33], repéré de la même façon ;
- l'impact du 15 octobre 2021[34], repéré de la même façon ;
- l'impact du 28 août 2023[35], repéré de la même façon ;
- l'impact du 15 novembre 2023, repéré de la même façon[36] ;
- l'impact du 28 décembre 2023, repéré de la même façon[37] ;
- l'impact du 29 décembre 2023, repéré de la même façon[37].

La sonde Juno semble également avoir détecté un impact le 10 avril 2020.
On peut par ailleurs mentionner la précipitation volontaire de la sonde atmosphérique de Galileo dans l'atmosphère jovienne en 1995, de la sonde Galileo elle-même en 2003, ainsi que celle prévue de la sonde Juno pas avant 2025.

### Du 16 au 22 juillet 1994: les impacts de la comète Shoemaker-Levy 9

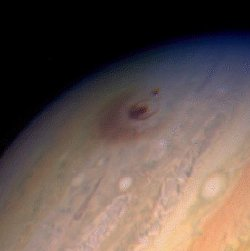
Impact de fragments de la comète Shoemaker-Levy 9.

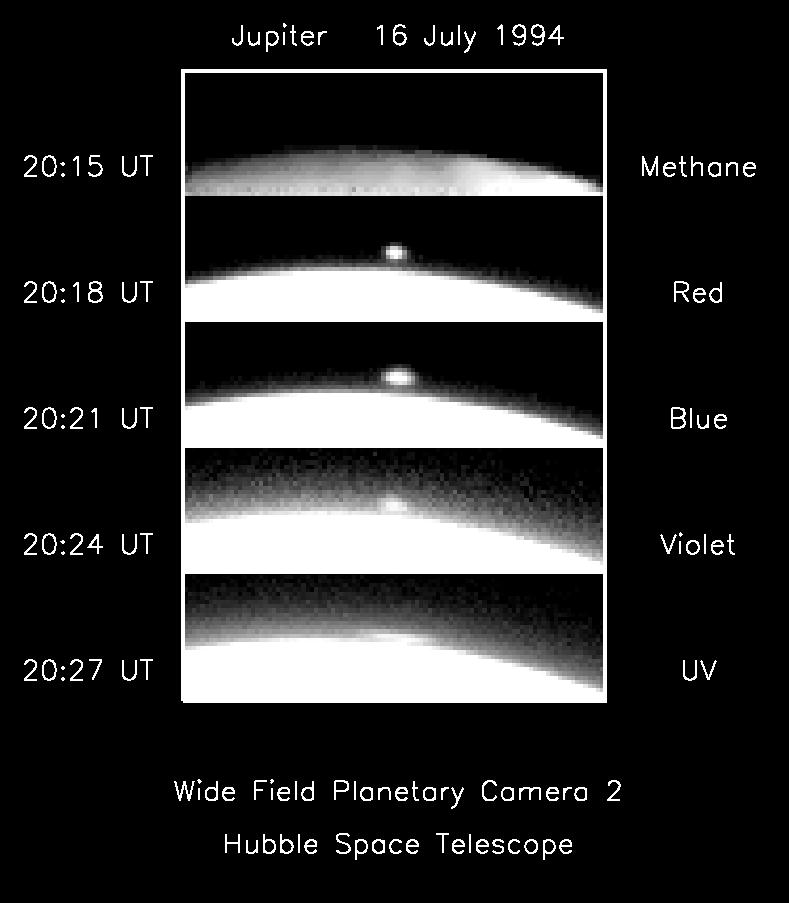
Images prises par le télescope spatial Hubble d'une boule de feu apparaissant sur le bord de la planète à la suite du premier impact.

Du 16 au 22 juillet 1994, 23 fragments du noyau de la comète D/1993 F2 (Shoemaker-Levy), alias Shoemaker-Levy 9, se sont désintégrés dans l'atmosphère jovienne.
La comète a été découverte le 25 mars 1993 par les astronomes Eugene et Carolyn Shoemaker et David H. Levy alors qu'ils analysaient des plaques photographiques des environs de Jupiter. La comète a immédiatement suscité l'intérêt de la communauté scientifique : c'était en effet la première fois qu'une comète était découverte en orbite autour d'une planète et non pas directement autour du Soleil. L'objet a probablement été capturé dans la deuxième moitié des années 1960 ou la première moitié des années 1970 et avait à sa découverte une orbite extrêmement excentrique (e = 0,9986) d'une période d'environ deux ans avec un apozène de 0,33 unité astronomique, soit 49 millions de kilomètres. La comète est passée à plusieurs reprises très près de la planète, ce qui a fait que les forces de marée de la planète ont brisé le noyau du corps glacé. En 1993, Shoemaker-Levy 9 se présentait comme une longue rangée de taches lumineuses entourées par la lueur de leurs queues,.
Les études alors effectuées sur l'orbite de la comète peu de temps après sa découverte concluent à une collision à venir en juillet 1994. Une vaste campagne d'observation impliquant de nombreux instruments a alors été lancée, parmi lesquels le télescope spatial Hubble, le satellite ROSAT et la sonde Galileo qui était en route vers Jupiter pour un rendez-vous prévu pour 1995. Les impacts se sont produits du côté de la planète opposé à la Terre, mais la sonde Galileo fut en mesure d'observer directement l'événement depuis une distance d'1,6 unité astronomique (environ 240 millions de kilomètres). La rotation rapide de Jupiter rendit visible les traces de l'impact quelques minutes après qu'il eut lieu.

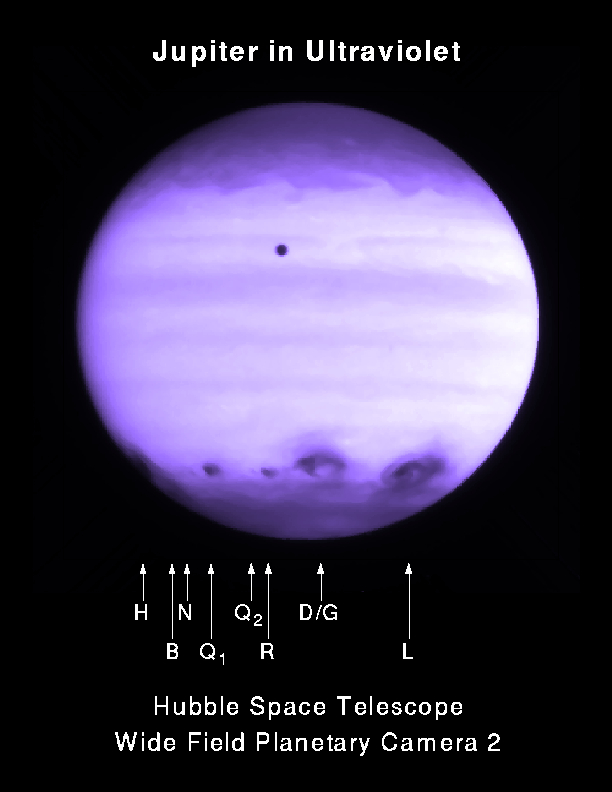
Jupiter prise en ultraviolet par le télescope Hubble peu de temps après l'impact de la comète Shoemaker-Levy 9. Les lettres indiquent les différents fragments de la comète responsables des diverses marques sombres indiquées par les flèches.

Le premier impact s'est produit le 16 juillet 1994 à 20 h 13 UTC, lorsque le fragment A du noyau s'écrasa dans l'hémisphère sud de la planète à une vitesse de 60 kilomètres par seconde (plus de 200 000 kilomètres par heure). Les instruments à bord de la sonde Galileo révélèrent une boule de feu dont la température a atteint 24 000 kelvins, à comparer à la température de 130 kelvin relevée en temps normal au sommet des nuages, avant qu'elle ne s'étende et refroidisse à 1 500 kelvins après une quarantaine de secondes. Le panache a atteint une hauteur d'environ 1 000 kilomètres. Après quelques minutes, les instruments mesurèrent une nouvelle augmentation de la température, probablement causée par la matière éjectée qui est tombée vers la planète. Les observateurs sur Terre ont repéré la boule de feu lorsqu'elle est passée sur le bord de la planète peu de temps après l'impact initial.
La collision du fragment G, survenue le 18 juillet à 7 h 33 UTC, relâcha une énergie estimée à 6 millions de mégatonnes (environ 750 fois l'énergie de l'ensemble de l'arsenal nucléaire mondial) et fut le plus important de la série.
Les sites d'impact prennent la forme d'énormes taches sombres dont la plus grande, créée par la collision du fragment G, atteint 12 000 kilomètres, soit presque le diamètre de la Terre. Ces taches sont très asymétriques, présentant le plus souvent un demi-anneau du côté opposé à celui duquel provient l'impacteur, dont l'origine est supposée être essentiellement des débris. Elles furent observables depuis la Terre pendant plusieurs mois, avant que l'atmosphère jovienne n'efface les cicatrices de l'événement.
La température de l'atmosphère est revenue à la normale beaucoup plus rapidement dans les points d'impact les plus larges que dans les plus petits. Dans le premier cas, la température a augmenté dans une vaste région de 15 000 à 20 000 kilomètres, mais est revenue à la normale une semaine après l'événement. Dans les points plus petits, des températures supérieures de 10 kelvins à celle des sites environnants ont perduré pendant au moins deux semaines. La température de la stratosphère a augmenté immédiatement après l'impact, avant de descendre deux ou trois semaines plus tard à une valeur inférieure à celle avant les impacts. La température est lentement revenue à la normale par la suite.
L'événement a eu une couverture médiatique considérable, mais a également grandement contribué à mieux connaître le Système solaire. En particulier, les explosions causées par la chute de la comète se sont avérées être très utile pour étudier la composition chimique et les propriétés physiques des couches superficielles de l'atmosphère de Jupiter,.

### 21 septembre 2003: impact volontaire de la sondeGalileo
En 2003, la sonde Galileo fut précipitée vers Jupiter. Ayant atteint la fin de sa mission, ayant absorbé des doses de rayonnement létales pour son instrumentation et les stocks de carburant étant presque épuisés, la sonde a été délibérément conduite, après un dernier survol d'Amalthée, à entrer dans l'atmosphère de Jupiter et y brûla le 21 septembre 2003. Cette manœuvre a été effectuée afin que, une fois le contrôle sur la sonde perdu, Galileo ne s'écrase pas sur Europe et ne la contamine pas.

### 19 juillet 2009: l'impact Wesley
Un autre impact majeur s'est produit le 19 juillet 2009, lequel a produit une tache de taille similaire à l'ovale BA, la deuxième plus grande tache rouge de Jupiter, laquelle s'est dissipée en quelques semaines.
Dans le cas présent, l'impacteur et la collision elle-même n'ont pas été observés ; c'est uniquement la comparaison de la cicatrice formée sur la planète à celles produites par les fragments de la comète Shoemaker-Levy 9 qui ont permis d'obtenir des informations à ce sujet. Il a pu en être déduit que l'astéroïde qui se serait écrasé sur la géante avait un diamètre compris entre 200 et 500 mètres et appartenait au groupe de Hilda.
Un aspect intéressant de l'histoire est que l'événement a été découvert par un astronome amateur, Anthony Wesley (en), qui a rapidement informé les astronomes professionnels en activant les procédures nécessaires à l'enregistrement de l'événement.

### Impacts des 3 juin et 20 août 2010
Deux impacts, de taille moindre, se sont produits sur Jupiter au cours de l'année 2010.
Le premier (it), survenu le 3 juin 2010 à 20 h 31 UTC,, provient probablement d'un météoroïde de 8 à 13 mètres de diamètre. Comme celui de 2009, cet impact a été découvert par Anthony Wesley ; il a été confirmé par Christopher Go qui a réussi à le filmer depuis les Philippines,. L'émission lumineuse ne dura que quelques secondes (environ 2 secondes,), et n'a laissé aucune autre trace manifeste. L'impact s'est produit au niveau de la Bande équatoriale sud, à environ 50 degrés du méridien de référence.
Le second impact, également d'un météoroïde, fut enregistré par Masayuki Tachikawa le 20 août à 18 h 22 TU et confirmé par Kazuo Aoki et Masayuki Ishimaru, tous trois astronomes amateurs japonais,. Le flash de lumière a duré 2 secondes et est apparu dans la Bande équatoriale nord, à une latitude de 17° Nord et une longitude de 140° dans le système de référence « System II ». Lors des rotations ultérieures de la planète, aucune autre trace de l'impact n'a pu être identifiée, que ce soit dans le visible ou dans l'ultraviolet.

### Impact du 10 septembre 2012

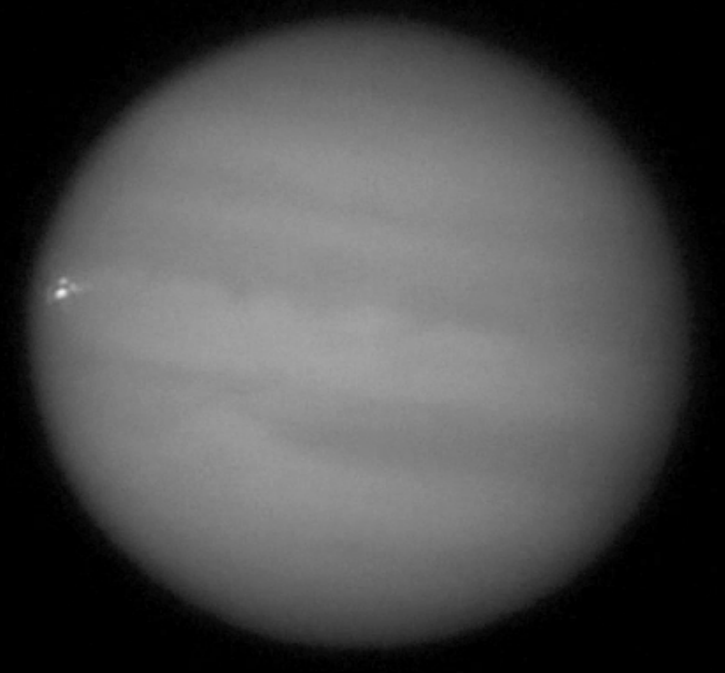
Flash lumineux causé par l'impact d'un corps céleste le 10 septembre 2012 à 11:35:30, temps universel.

Le 10 septembre 2012 à 11 h 35 UTC, l'astronome amateur Dan Peterson a enregistré depuis Racine (Wisconsin, États-Unis) l'impact d'un astéroïde ou d'une comète sur Jupiter. Par la suite, George Hall, de Dallas (Texas, États-Unis), a mis en ligne une vidéo de l'événement. L'émission lumineuse a duré quelques secondes et laisse penser qu'il s'agit d'un événement similaire à ceux de 2010.

### Impact du 17 mars 2016
Le 17 mars 2016 à 0 h 18 min 43 s UTC, un nouveau flash est repéré à la surface de Jupiter par l'astronome amateur Gerrit Kernbauer depuis Mödling, en Autriche, avec un télescope de Newton de 8 pouces (20 centimètres) à f/15 équipé d'une caméra Alccd-5L IIc, signe d'un nouvel impact. L'événement est confirmé par John McKeon, en Irlande, qui l'a observé avec un SCT de 11 pouces muni d'une caméra ASI120mm équipée d'un filtre infrarouge à 742 nm et qui estime l'heure de l'événement à 0 h 18 min 45 s UTC. L'impacteur a une taille estimée à entre 8 et 20 mètres.

### Impact du 26 mai 2017
Le 26 mai 2017 entre 19 h 24.6 et 19 h 26.2 UTC, un nouveau flash est repéré à la surface de Jupiter par l'astronome amateur français Sauveur Pedranghelu depuis Afa, en Corse (France). Selon une première analyse de Marc Delcroix, le flash aurait eu un double pic et aurait duré 0,56 seconde. L'impact a eu lieu à une latitude planérographique de 51,2 degrés nord et 296,3 degrés de longitude dans le système CMIII (78,7° dans le CMI, 164,1° dans le CMII).

### Impact du 7 août 2019
Le 7 août 2019 à 4 h 7 UTC, Ethan Chappel a observé un nouvel impact sur Jupiter,, depuis Cibolo, au Texas (États-Unis). Le flash semble trop petit pour que l'impact ait engendré une tache sombre sur la planète. Le flash a été enregistré approximativement aux coordonnées suivantes : 4.3° (Système III) et -18.4 (Pg), ce qui est environ 60 degrés à l'ouest de la Grande Tache rouge[source insuffisante]. Le 17 septembre 2019, le résultat d'analyses conduites par Ramanakumar Sankar et Csaba Palotai, du Florida Institute of Technology, sont publiées. Selon cette étude, l'impacteur aurait mesuré entre 12 et 16 mètres et aurait eu une masse d'environ 450 tonnes. Sa densité aurait donc été similaire à celle des météorites rocheuses-ferreures, ce qui laisse penser que l'impacteur aurait été un astéroïde plutôt qu'une comète. Selon Sankar et Palotai, l'astéroïde s'est brisé à environ 80 kilomètres au-dessus des nuages de Jupiter, libérant ainsi l'équivalent énergétique de 240 kilotonnes de TNT. C'est environ moitié moins d'énergie que ce qu'avait libéré le superbolide de Tcheliabinsk, dont l'impacteur d'une vingtaine de mètres avait frappé la Russie en février 2013. Ricardo Hueso, chercheur à l'Université du Pays basque, a également analysé les données d'impact et est parvenu à des conclusions similaires sur la taille et la masse de l'astéroïde. Selon Hueso, l'événement d'août était probablement le deuxième plus brillant des six impacts de Jupiter observés depuis 2010,.

### Impact du 13 septembre 2021
Un nouvel impact est observé le 13 septembre 2021.

### Impact du 15 octobre 2021
Un nouvel impact est observé le 15 octobre 2021.

### Impact du 28 août 2023
Un nouvel impact est observé le 28 août 2023 à 16 h 45 UTC. La taille de l'impacteur est estimée à environ 10 mètres.

### Impact du 15 novembre 2023
Un nouvel impact est observé le 15 novembre 2023.

### Impacts des 28 et 29 décembre 2023
Un nouvel impact est observé le 28 décembre 2023 autour de 23 h 52 UTC. Un autre impact est observé le 29 décembre 2023 à 23 h 58 UTC.

### ≥ 2025: impact volontaire prévu de la sondeJuno
Il est prévu que la sonde Juno s'écrase sur Jupiter à la fin de sa mission, prévue actuellement (2022) pour 2025.